# كارثة ريونجشون
وقعت كارثة ريونجشون في 22 أبريل 2004 في بلدة ريونجشون، كوريا الشمالية، بالقرب من الحدود مع جمهورية الصين الشعبية. قُتل ما لا يقل عن 54 شخصًا، بينهم بعض المواطنين السوريين.
وقعت الكارثة عندما انفجرت شحنة قابلة للاشتعال في محطة ريونجشون في حوالي الساعة 13:00 بالتوقيت المحلي (04:00 بتوقيت جرينتش). تم نشر الخبر من قبل وسائل الإعلام الكورية الجنوبية، التي أفادت بمقتل أو إصابة ما يصل إلى 3000 شخص في الانفجار والحرائق اللاحقة. أعلنت حكومة كوريا الشمالية حالة الطوارئ في المنطقة، ولكن لم يتم الإعلان سوى عن القليل من المعلومات من قبل الحكومة. بعد الحادث بوقت قصير، قطعت حكومة كوريا الشمالية خطوط الهاتف.
سُمح للصليب الأحمر بدخول المنطقة، في تنازل غير عادي من السلطات الكورية الشمالية، لتُصبح الوكالة الخارجية الوحيدة التي ترى منطقة الكارثة. وفقًا لتقرير الوكالة، فقد قُتل 160 شخصًا وأصيب 1300 في الكارثة. ومع ذلك، نُشرت تقارير رسمية في اليوم التالي عن وفاة 54 حالة وإصابة 1249. تم الإبلاغ عن تضرر منطقة واسعة، مع ورود بعض الحطام المحمول جواً عبر الحدود في الصين. (صور الأقمار الصناعية التي نشرتها بي بي سي البريطانية يُزعم أنها تُظهر دمارًا واسع النطاق في المدينة، ولكن تم التراجع عنها لاحقًا - فهي في الواقع تُظهر بغداد في وقت سابق.) أفاد الصليب الأحمر بتدمير 1850 منزل ومبنى وتضرر 6350 منزلًا آخر.
في 23 أبريل، تلقت الأمم المتحدة نداء من حكومة كوريا الشمالية للحصول على مساعدات دولية. في 24 أبريل، سُمح لعدد قليل من الدبلوماسيين وعمال الإغاثة بدخول البلاد لتقييم الكارثة.